# Công đồng Nicaea II

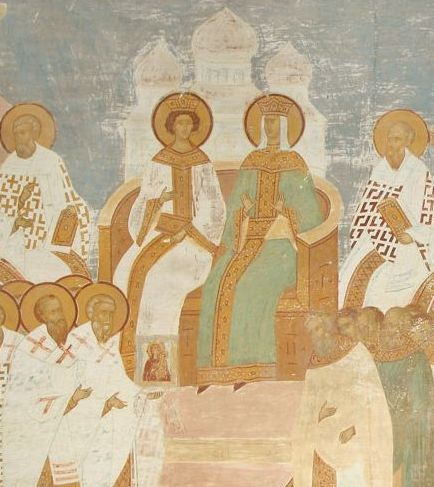
Nữ hoàng Irene và hoàng đế Konstantinos VI tại Công đồng đại kết thứ bảy

Công đồng Nixêa II là một công đồng đại kết do Nữ hoàng Irene triệu tập vào năm 787 dưới triều Giáo hoàng Ađrianô I. Có khoảng 300 Giám mục Đông Phương, 2 đặc sứ tham dự 8 khóa họp từ 24-9 đến 23-10. Công đồng lên án hành vi phá hủy ảnh thánh, xác định có thể tôn kính ảnh thánh mà không bị coi là ngẫu tượng. Công đồng này được công nhận là Công đồng Đại kết thứ 7 bởi Chính thống giáo Đông phương, Công giáo Rôma và Công giáo Cổ.
Ađrianô đã viết cho nữ hoàng Irene như sau: "Mọi ảnh tượng được tạc họa nhân danh Chúa hoặc thiên thần hoặc tiên tri hoặc tử đạo hoặc người công chính đều là thánh thiêng cả, bởi lẽ người ta không kính thờ gỗ đá, nhưng thờ kính Đấng được họa lại trên gỗ đá " (Mansi: Concil.XII, 1069).
Công đồng công bố sự gắn bó của mình với giáo lý về sự tôn kính ảnh tượng. Công đồng này phân biệt giữa sự sùng kính ảnh tượng thánh và sự thờ phượng, chỉ dành cho một mình Thiên Chúa. Giáo hội Công giáo Rôma luôn luôn đồng ý với điều này, và thường dùng các hình ảnh, tranh vẽ, kính màu, tượng điêu khắc để dạy bảo và nhắc nhở giáo dân về các chân lý đức tin.